# Bius
Bius är ett släkte av skalbaggar som beskrevs av Pierre François Marie Auguste Dejean 1834. Bius ingår i familjen svartbaggar.
Släktet innehåller bara arten Bius thoracicus.